# Inger Austveg
Inger Austveg, född 12 maj 1915, död 30 juli 1999, var en norsk barnboksförfattare.
Inger Austveg skrev ett flertal barnböcker, och tillsammans med Ruth Nissen-Drejer en serie flickböcker i sjukhusmiljö.